# Ceterum censeo Carthaginem esse delendam
Ceterum censeo Carthaginem esse delendam (seltener ceterum autem censeo Carthaginem esse delendam; lateinisch für: „Im Übrigen bin ich der Meinung, dass Karthago zerstört werden muss“) ist ein dem römischen Staatsmann Cato dem Älteren (234–149 v. Chr.) zugeschriebener Ausspruch.

## Geschichtlicher Hintergrund
In der Zeit vor Beginn des Dritten Punischen Krieges beantragte Cato in jeder Sitzung des Römischen Senats die Zerstörung Karthagos. Dabei soll er alle seine Reden mit diesem Ausspruch beendet haben – unabhängig vom eigentlichen Gegenstand der Diskussion. Im Gegensatz dazu riet Publius Scipio Nasica, Karthago zu verschonen. 150 v. Chr. stimmte der Senat schließlich Cato zu, was zum Dritten Punischen Krieg und der Zerstörung Karthagos führte.

## Ursprung
Als einziger antiker Autor zitierte Plutarch (* um 45; † um 125 n. Chr.) Cato „wörtlich“ im ersten Band seiner Parallelbiographien (Οἱ βίοι παράλληλοι Hoi bíoi parálleloi) im Jahr 75 n. Chr., also gut 225 Jahre nach Catos Tod. Noch dazu schrieb Plutarch in altgriechischer Sprache: Δοκεῖ δέ μοι καὶ Καρχηδόνα μὴ εἶναι (‚Es scheint mir aber gut, dass auch Karthago nicht sein soll‘). Die Authentizität des lateinischen Ausspruchs ist daher nicht gesichert. Der französische Geschichtsschreiber Charles-François Lhomond (1727–1794) zitiert Cato 1779 mit Hoc censeo, et Carthaginem esse delendam (‚Dies beantrage ich, dass auch Karthago zu zerstören ist.‘). Häufig findet man auch nur Carthago delenda est oder Carthago est delenda (‚Karthago muss zerstört werden‘).

## Sprache und Übersetzung
Der Satz Ceterum censeo Carthaginem esse delendam kann dreigeteilt werden:
- ceterum – ‚außerdem‘, ‚übrigens‘
- censeo – ‚ich meine‘, ‚ich rate‘, ‚ich beantrage‘
- Carthaginem (auch: Karthaginem) esse delendam – Accusativus cum infinitivo, der sich auf censeo bezieht und selbst eine Gerundivkonstruktion ist: ‚Karthago sei eine zu Zerstörende‘/‚dass Karthago zu zerstören ist‘/‚dass Karthago eine zu Zerstörende ist‘/‚dass Karthago zerstört werden muss‘. (Carthago ist weiblich und wird nach der 3. Deklination gebeugt, bei Wiederherstellung des im Nominativ durch Vokalschwächung veränderten Stammes Carthagin-; delendam ist die weibliche gebeugte Form des Gerundivums von deleo, und zwar wie die Adjektive der 1./2. Deklination.)

Die ersten drei Wörter des Ausspruchs bilden eine Alliteration, zumindest im Latein zur Zeit des Cato, als das „C“ immer als „K“ gesprochen wurde.
Es war im Senat üblich, eine Rede zu einem mit censeo eingeleiteten Statement zuzuspitzen. Sinngemäß ging dem Satz etwa ein „Daher beantrage ich, [dieses oder jenes zu tun/unterlassen]“ voraus, weswegen ceterum censeo Carthaginem esse delendam im Sinnzusammenhang etwa so zu übersetzen ist: „Und ich beantrage weiter(hin) die Zerstörung Karthagos.“

## Moderne Verwendung
In Anlehnung an den historischen Ausspruch spricht man heute von einem Ceterum censeo, wenn eine Forderung beharrlich wiederholt wird.
1864 sprach sich der württembergische Demokrat Ludwig Pfau für eine Auflösung Preußens aus, ohne die eine Einigung Deutschlands im freiheitlichen Sinne nicht möglich sei: „Ceterum censeo Borussiam esse delendam“ (Im Übrigen bin ich der Meinung, dass Preußen zerstört werden muss).
In den 1890er Jahren veröffentlichte die Londoner Zeitung Saturday Review antideutsche Artikel u. a. mit der Anlehnung an Cato mit Germania est delenda (dt.: Deutschland muss zerstört werden.).
In einer Rede auf dem Parteitag der SPD im Oktober 1898 in Stuttgart verwendete Rosa Luxemburg diese Aussage im Sinne von Cato als Ziel der Arbeiterklasse im Klassenkampf.
Der Ausspruch wird auch in den Asterix-Bänden zitiert, etwa in Die Lorbeeren des Cäsar, dort verkürzt als „Delenda Carthago“.